# M/Y Salome
M/Y Salome är en svensk motorkryssare, som ritades av C.G. Pettersson och tillverkades på Motor AB Reversators varv på Ramsö i Vaxholms kommun 1906 för Joseph Sachs.
Fartyget användes för Joseph Sachs dagliga pendling sommartid mellan familjens sommarställe, gården Lillsved på Värmdö, och Stockholm. Resan mellan Stockholm och Lillsved tog en och en halv timme. Salome såldes 1913 till ingenjören Robert Bremberg. Därefter är ägarlängden inte känd fram till dess Salome vid mitten av 1980-talet återfanns vid Malma Kvarn på Värmdö, och togs om hand av träbåtsentusiaster. 
År 2022 påbörjades en renovering på Yachtsnickeriet i Saltsjö-Boo.